# Grande Prêmio da Austrália de 2024
O Grande Prêmio da Austrália de 2024 (formalmente denominado Formula 1 Rolex Australian Grand Prix 2024) foi a terceira etapa da temporada de 2024 da Fórmula 1, disputada no dia 24 de Março de 2024 no Circuito de Albert Park em Melbourne, Vitória, Austrália.

## Resumo
Alexander Albon teve uma colisão no muro durante o Treino Livre 1, resultando em danos significativos ao carro. Por isso, ele usou o carro de Logan Sargeant durante a classificação e a corrida. Como resultado, Logan Sargeant não participou deste Grande Prêmio.
Lando Norris foi o mais rápido no TL1 e Charles Leclerc no TL2 e TL3.
Max Verstappen teve problema de sobreaquecimento no freio traseiro e acabou abandonado a prova na volta 3.
Carlos Sainz Jr. conquistou sua terceira vitória na carreira, após ficar de fora do GP anterior devido a apendicite. A Ferrari conquistou uma dobradinha de primeiro e segundo, que não acontecia desde o Grande Prêmio do Barém de 2022.
Lando Norris, após chegar em terceiro, se torna o piloto com mais pódios (14) sem vencer, quebrando o recorde de Nick Heidfeld (13).

## Resultados

### Treino classificatório
| Pos.                | N° | Piloto           | Construtor                 | Tempos classificatórios | Tempos classificatórios | Tempos classificatórios | Grid final |
| Pos.                | N° | Piloto           | Construtor                 | Q1                      | Q2                      | Q3                      | Grid final |
| ------------------- | -- | ---------------- | -------------------------- | ----------------------- | ----------------------- | ----------------------- | ---------- |
| 1                   | 1  | Max Verstappen   | Red Bull Racing-Honda RBPT | 1:16.819                | 1:16.387                | 1:15.915                | 1          |
| 2                   | 55 | Carlos Sainz Jr. | Ferrari                    | 1:16.731                | 1:16.189                | 1:16.185                | 2          |
| 3                   | 11 | Sergio Pérez     | Red Bull Racing-Honda RBPT | 1:16.805                | 1:16.631                | 1:16.274                | 61         |
| 4                   | 4  | Lando Norris     | McLaren-Mercedes           | 1:17.430                | 1:16.750                | 1:16.315                | 3          |
| 5                   | 16 | Charles Leclerc  | Ferrari                    | 1:16.984                | 1:16.304                | 1:16.435                | 4          |
| 6                   | 81 | Oscar Piastri    | McLaren-Mercedes           | 1:17.369                | 1:16.601                | 1:16.572                | 5          |
| 7                   | 63 | George Russell   | Mercedes                   | 1:17.062                | 1:16.901                | 1:16.724                | 7          |
| 8                   | 22 | Yuki Tsunoda     | RB-Honda RBPT              | 1:17.356                | 1:16.791                | 1:16.788                | 8          |
| 9                   | 18 | Lance Stroll     | Aston Martin-Mercedes      | 1:17.376                | 1:16.780                | 1:17.072                | 9          |
| 10                  | 14 | Fernando Alonso  | Aston Martin-Mercedes      | 1:16.991                | 1:16.710                | 1:17.552                | 10         |
| 11                  | 44 | Lewis Hamilton   | Mercedes                   | 1:17.499                | 1:16.960                | N/A                     | 11         |
| 12                  | 23 | Alexander Albon  | Williams-Mercedes          | 1:17.130                | 1:17.167                | N/A                     | 12         |
| 13                  | 77 | Valtteri Bottas  | Kick Sauber-Ferrari        | 1:17.543                | 1:17.340                | N/A                     | 13         |
| 14                  | 20 | Kevin Magnussen  | Haas-Ferrari               | 1:17.709                | 1:17.427                | N/A                     | 14         |
| 15                  | 31 | Esteban Ocon     | Alpine-Renault             | 1:17.617                | 1:17.697                | N/A                     | 15         |
| 16                  | 27 | Nico Hülkenberg  | Haas-Ferrari               | 1:17.976                | N/A                     | N/A                     | 16         |
| 17                  | 10 | Pierre Gasly     | Alpine-Renault             | 1:17.982                | N/A                     | N/A                     | 17         |
| 18                  | 3  | Daniel Ricciardo | RB-Honda RBPT              | 1:18.085                | N/A                     | N/A                     | 18         |
| 19                  | 24 | Zhou Guanyu      | Kick Sauber-Ferrari        | 1:18.188                | N/A                     | N/A                     | PL2        |
| 107% time: 1:22.731 |    |                  |                            |                         |                         |                         |            |
| Fontes:             |    |                  |                            |                         |                         |                         |            |

Notas
- ↑1  – Sergio Pérez recebeu uma penalidade de três posições no grid por impedir Nico Hülkenberg no Q1.[4]
- ↑2  – Zhou Guanyu qualificou-se em 19º, mas foi forçado a iniciar a corrida no pit lane para uma troca extra da asa dianteira que não atendia às especificações.[5]

### Corrida
| Pos.                                                               | N° | Piloto           | Construtor                 | Voltas | Tempo/retirada                              | Grid | Pontos |
| ------------------------------------------------------------------ | -- | ---------------- | -------------------------- | ------ | ------------------------------------------- | ---- | ------ |
| 1                                                                  | 55 | Carlos Sainz Jr. | Ferrari                    | 58     | 1:20:26.843                                 | 2    | 25     |
| 2                                                                  | 16 | Charles Leclerc  | Ferrari                    | 58     | +2.366                                      | 4    | 191    |
| 3                                                                  | 4  | Lando Norris     | McLaren-Mercedes           | 58     | +5.904                                      | 3    | 15     |
| 4                                                                  | 81 | Oscar Piastri    | McLaren-Mercedes           | 58     | +35.770                                     | 5    | 12     |
| 5                                                                  | 11 | Sergio Pérez     | Red Bull Racing-Honda RBPT | 58     | +56.309                                     | 6    | 10     |
| 6                                                                  | 18 | Lance Stroll     | Aston Martin-Mercedes      | 58     | +1:33.222                                   | 9    | 8      |
| 7                                                                  | 22 | Yuki Tsunoda     | RB-Honda RBPT              | 58     | +1:35.601                                   | 8    | 6      |
| 8                                                                  | 14 | Fernando Alonso  | Aston Martin-Mercedes      | 58     | +1:40.9922                                  | 10   | 4      |
| 9                                                                  | 27 | Nico Hülkenberg  | Haas-Ferrari               | 58     | +1:44.553                                   | 16   | 2      |
| 10                                                                 | 20 | Kevin Magnussen  | Haas-Ferrari               | 57     | +1 lap                                      | 14   | 1      |
| 11                                                                 | 23 | Alexander Albon  | Williams-Mercedes          | 57     | +1 lap                                      | 12   |        |
| 12                                                                 | 3  | Daniel Ricciardo | RB-Honda RBPT              | 57     | +1 lap                                      | 18   |        |
| 13                                                                 | 10 | Pierre Gasly     | Alpine-Renault             | 57     | +1 lap3                                     | 17   |        |
| 14                                                                 | 77 | Valtteri Bottas  | Kick Sauber-Ferrari        | 57     | +1 lap                                      | 13   |        |
| 15                                                                 | 24 | Zhou Guanyu      | Kick Sauber-Ferrari        | 57     | +1 lap                                      | PL   |        |
| 16                                                                 | 31 | Esteban Ocon     | Alpine-Renault             | 57     | +1 lap                                      | 15   |        |
| 174                                                                | 63 | George Russell   | Mercedes                   | 56     | Acidente                                    | 7    |        |
| Ret                                                                | 44 | Lewis Hamilton   | Mercedes                   | 15     | Problema no motor                           | 11   |        |
| Ret                                                                | 1  | Max Verstappen   | Red Bull Racing-Honda RBPT | 3      | sobreaquecimento nos freios e causando fogo | 1    |        |
| Volta Mais Rápida: Charles Leclerc (Ferrari) – 1:19.813 (volta 56) |    |                  |                            |        |                                             |      |        |
| Fontes:                                                            |    |                  |                            |        |                                             |      |        |

Notas
- ↑1  – Inclui um ponto pela volta mais rápida.[7]
- ↑2  – Fernando Alonso terminou em sexto na pista, mas recebeu uma penalidade pós-corrida convertida em uma penalidade de 22 segundos por direção perigosa envolvendo George Russell.[6]
- ↑3  – Pierre Gasly recebeu uma penalidade de cinco segundos por cruzar a linha na saída do pit. Sua posição final não foi afetada pela penalidade.[6]
- ↑4  – George Russell foi classificado por ter completado mais de 90% da distância da corrida.[6]

## Tabela do Campeonato após a corrida
|        | Pos. | Pilotos          | Pontos |
| ------ | ---- | ---------------- | ------ |
|        | 1    | Max Verstappen   | 51     |
| 1      | 2    | Charles Leclerc  | 47     |
| 1      | 3    | Sergio Pérez     | 46     |
| 2      | 4    | Carlos Sainz Jr. | 40     |
|        | 5    | Oscar Piastri    | 28     |
| Fonte: |      |                  |        |

|        | Pos. | Construtor                 | Pontos |
| ------ | ---- | -------------------------- | ------ |
|        | 1    | Red Bull Racing-Honda RBPT | 97     |
|        | 2    | Ferrari                    | 93     |
|        | 3    | McLaren-Mercedes           | 55     |
|        | 4    | Mercedes                   | 26     |
|        | 5    | Aston Martin-Mercedes      | 25     |
| Fonte: |      |                            |        |

- Note: Apenas as cinco primeiras posições estão incluídas em ambos os conjuntos de classificação.